# Sleipnir (schip, 2019)
De Sleipnir is een halfafzinkbaar kraanschip van Heerema Marine Contractors dat in 2019 werd gebouwd door Sembcorp in Singapore. De naam is afgeleid van het achtbenige paard Sleipnir uit de Noordse mythologie. Het ontwerp van GVA bestaat uit twee parallelle pontons met elk vier kolommen met daarop het werkdek.
De Sleipnir heeft twee kranen van Huisman Equipment met elk een capaciteit van 10.000 ton en een totale capaciteit van 18.000 ton, waarmee dit het grootste kraanschip ter wereld is, nadat de Thialf dit lange tijd was.
Het schip is uitgerust met een klasse III dynamisch positioneringssysteem met acht roerpropellers van 5,5 MW elk. Daarnaast beschikt het over een ankersysteem met twaalf ankerlieren. Twaalf generatoren van 8 MW voorzien het schip van vermogen en draaien zowel op mgo als lng.
Op 7 september 2019 werd met het hijsen van het dek voor het Leviathanplatform een nieuw record gezet met 15.300 ton. Op 4 oktober 2022 werd dit record op 17.000 ton gezet met de installatie van het dek voor Tyra TE-G.